# Las Dinamiteras (Galdácano)
Las «Dinamiteras» es el nombre por el que son conocidas las trabajadoras de la empresa Sociedad Anónima Española de la Pólvora Dinamítica (1872), más conocida como «La Dinamita», embrión de la futura Unión Española de Explosivos (1896), de Unión Explosivos Río Tinto (1970) y de la actual Maxam (2006) en la localidad vizcaína de Galdácano. La denominación de «dinamiteras» quedó históricamente unida a las trabajadoras que desarrollaron su labor en el municipio de Vizcaya, debido a que allí se instaló la primera factoría de dinamita presente en España.

## Historia

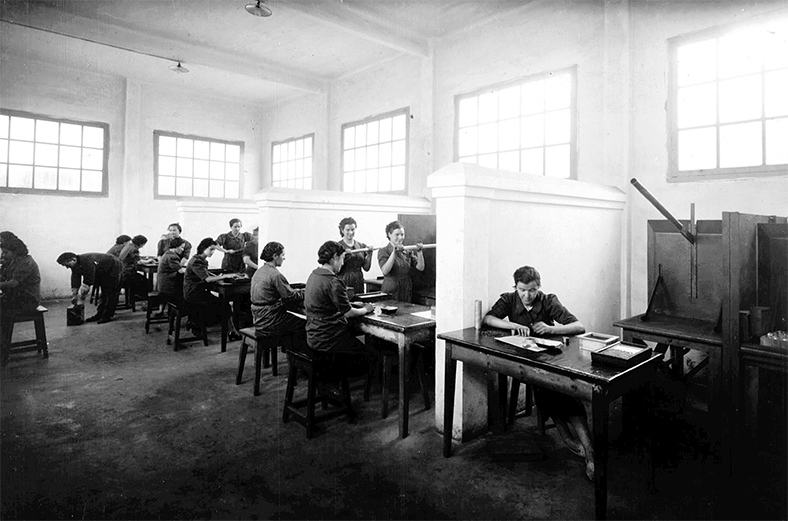
Cartucheras trabajando en el taller en la década de 1940.

Alfred Nobel (1833-1896) patentó la dinamita en 1866, lo que propició la aportación del capital social para fundar la compañía Sociedad Anónima Española de la Pólvora Dinamítica en el año 1872,en Galdácano. Se convertía así en el titular del 40% de sus acciones entonces. La empresa inició la fabricación el 12 de octubre de ese año. Aquel día se produjeron cien kilos de cartuchos de dinamita. Durante la inauguración, correspondió a la joven Gabina Ereño realizar el primer cartucho de dinamita.
La Dinamita se instaló primero en el monte Santa Marina, en Galdácano, para trasladarse posteriormente al barrio de Zuazo. Al principio, el monte Pagaza acogía los talleres de dinamita, rodeados de arbolado. Las naves de fabricación de ácidos y otras materias primas, junto con los servicios generales, acabaron en Zuazo, lejos del núcleo urbano y estratégicamente situados junto a la estación del ferrocarril Bilbao-Durango nacido en 1882. 
En 1911 se amplió la gama productiva, ya que empezaron a fabricar pólvora de guerra. Un año después, aparecieron el fulminato de mercurio y las cargas de detonadores. La nitramita llegaría con la Primera Guerra Mundial, abriendo un mercado imprescindible para los países europeos participantes en el conflicto. A lo largo de su historia, la empresa se ha encargado de fabricar principalmente elementos para armamento, material utilizado en obra civil y cartuchería de caza. La plantilla original estaba formada por setenta mujeres y hombres procedentes tanto de Galdácano como de Zamudio, Lezama, Gamiz-Fica y Larrabezúa. A lo largo de los años, se añadirían otras trabajadoras y trabajadores llegadas de diferentes puntos de la geografía española como Huelva y Asturias, donde habían cerrado sus fábricas.

## La incorporación de las mujeres

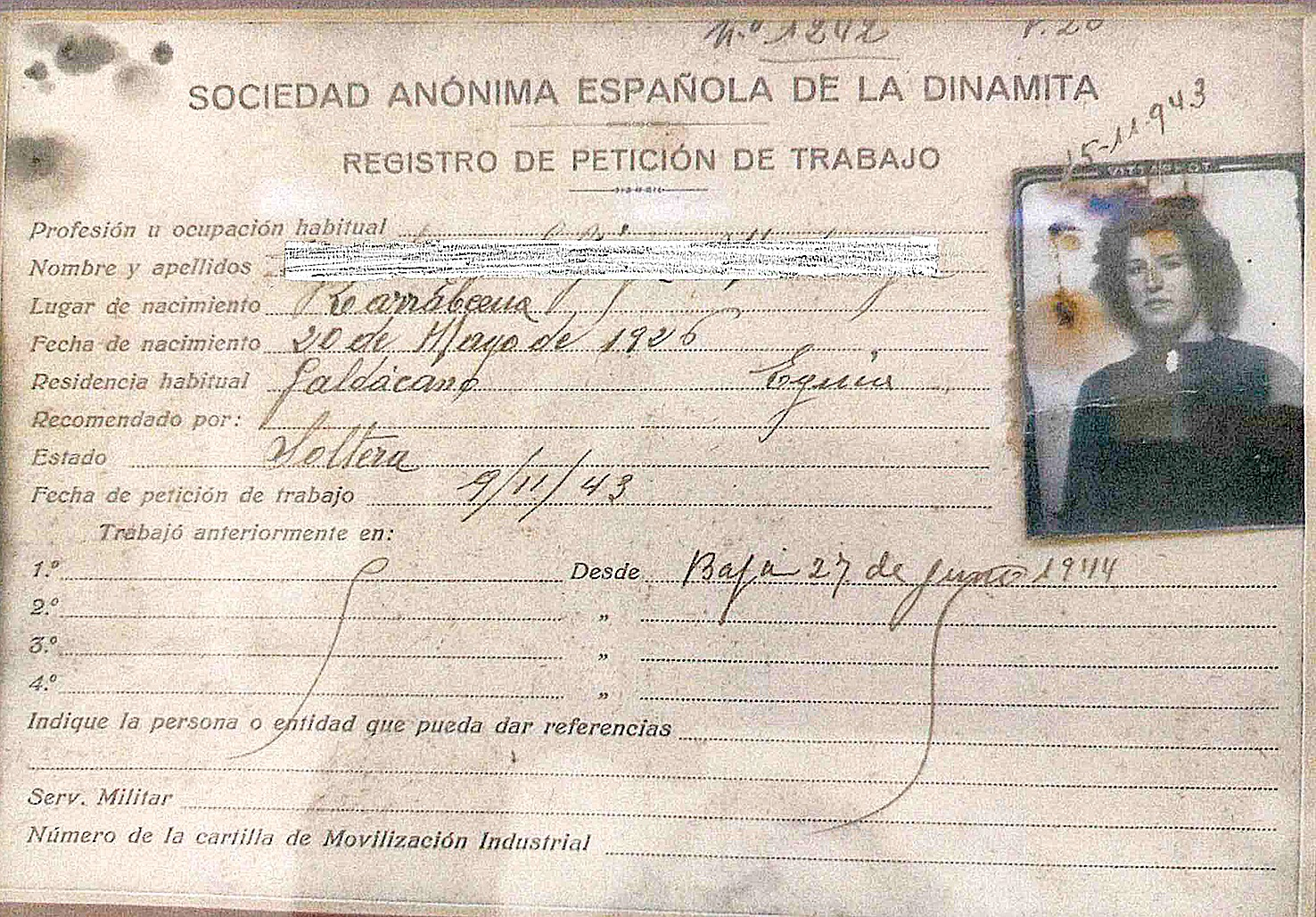
Ficha de una trabajadora.

Desde el primer momento, las trabajadoras formaron una parte fundamental de la plantilla, encargándose en sus inicios del encartuchado de la dinamita, de ahí que se las conociera popularmente como «Las Dinamiteras». Las de Galdácano fueron de las primeras mujeres en incorporarse al mundo industrial en el territorio español, el otro foco importante lo protagonizó el sector textil en Cataluña. 
Ejercían labores variadas en la empresa. A lo largo de los años trabajaron en sectores dedicados a: detonadores, cartuchería, pistonería, pólvora, campo y galería de tiro, laboratorio, administración, oficina y cocina, entre otros. Realizaban también tareas como el tamizado de explosivos y el arrastre de vagonetas. En muchos casos, se trataba de puestos que requerían destreza manual, en la que ellas destacaban. Eran labores delicadas, rápidas y minuciosas, como la de detonadores, donde engarzaban las cerillas y los cables con gran precisión.

## Condiciones de trabajo
Durante la trayectoria de la empresa, las condiciones laborales de estas mujeres variaron. Los primeros años trabajaban a destajo, con material explosivo sucio y maloliente, en condiciones precarias y con sueldos mínimos. Abrigadas con botas de plástico y toda clase de chaquetas y gorros de lana, permanecían casi cinco horas en el monte, dentro de chabolas de hojalata que, en hilera, se cobijaban una a una para prevenir la explosión en conjunto. Solo un bidón de agua caliente proporcionaba algo de calor. Se sumaba a estas situaciones el apremio de un trabajo que debía realizarse a la primera en el caso de las cartucheras, creando competencias entre ellas. Las mujeres aguantaban mejor el dolor de cabeza que producía trabajar con la masa, que debían moldear como el pan en casa. Los días de calor sufrían quemaduras en los muslos y los dedos acababan en carne viva debido al nitro. En ocasiones, se les metía en las uñas, que se caían con dolor, para tratar de evitarlo, llegaban a colocarse tres dediles de tela al día.
Las también conocidas como ‘Cartucheras’ fueron realizando poco a poco, con el paso del tiempo, otras tareas hasta alcanzar puestos de mayor relevancia en algunos casos, hecho que convirtió a la empresa en referente de la labor de las mujeres en la industria. No obstante, aunque la presencia femenina era notable, había pocas encargadas y, en el caso de los químicos, la primera mujer, Mariasun Madariaga, accedió a su puesto a finales de la década de 1970. Asimismo, se incentivaba la baja femenina cuando sobraba mano de obra.
A partir de los años 70 al menos, al incorporarse a las labores fabriles, las mujeres se ponían a trabajar con otras compañeras experimentadas para aprender. Comenzaban por lo básico, lo menos peligroso. Manejaban material inestable que debían trasladar a mano. Había normas específicas de seguridad, pero aun así se produjeron accidentes con personas heridas y muertas. El primer accidente del que se tiene noticia se produjo en la Fábrica de Santa Marina, el 5 de julio de 1884, debido a la explosión de una mesa de encartuchado; perecieron seis trabajadoras ocupadas en la misma. El peor acaeció el 2 de julio de 1974, con el resultado de 22 personas fallecidas. Entre las heridas se encontraban Justa Martínez, María Rosario Uriarte y Donata Arrien. Más tarde, en el año 2000, una de las trabajadoras, Rosario Juárez, murió mientras realizaba tareas de limpieza.

## La Caja Dotal
La medida se puso en marcha en 1912, época en que la plantilla contaba con trescientas mujeres. El encartuchado de dinamita era un trabajo mejor para manos femeninas, pero por la peligrosidad de los materiales que manipulaban y el riesgo real de accidentes, durante una época la empresa solo contrataba a solteras. Pretendía proteger a hijas e hijos de modo que, si había una desgracia y se producía un accidente, no quedaran huérfanos de madre y padre en caso de que ambos desempeñaran su labor en la empresa. Debido a esto, muchas mujeres dejaban de trabajar en el momento de casarse. 
Tal circunstancia supuso el nacimiento de una bonificación para ellas, la llamada «Caja Dotal». Otorgaba una dote al personal femenino, que podía recibirla en  el momento de cesar en el trabajo para contraer matrimonio o al cabo de un periodo determinado de tiempo si quedaba soltera y la solicitaba. Se nutría con el aporte de la empleada y de la empresa. La compañía incrementaba con una bonificación de 1 peseta las primeras 2 de la imposición y con 0’25 por cada peseta de fracción siguiente. Al final, la Caja Dotal quedaba suplementada con el 25% de lo aportado por la trabajadora. Existía también un baremo de bonificaciones por antigüedad, de forma que experimentaban un aumento gradual por cada año de servicio. Las cantidades fueron calculadas para permitir a la mujer disponer de un remanente con el que aportar al matrimonio el ajuar y el mobiliario de la casa.
Hasta 1970, la presencia de la mujer fue significativa mientras se mantuviera soltera. Solo si una mujer se quedaba soltera o viuda podía permanecer en el mercado laboral. Durante el periodo franquista, el abandono del trabajo al casarse resultó no solo una cuestión de ideología dominante o presión social, sino, en muchos casos, causa de sanción por ley. A partir del decreto del 20 de agosto de 1970, se eliminó la discriminación en relación con el periodo de aprendizaje, promocionando a la mujer trabajadora que quería casarse la oportunidad de seguir haciéndolo o poner fin a su contrato mediante dote compensatoria. El Decreto también otorgaba a la mujer embarazada la posibilidad de darse de baja temporalmente durante un periodo no inferior a un año ni superior a tres.

## Mujeres soldado

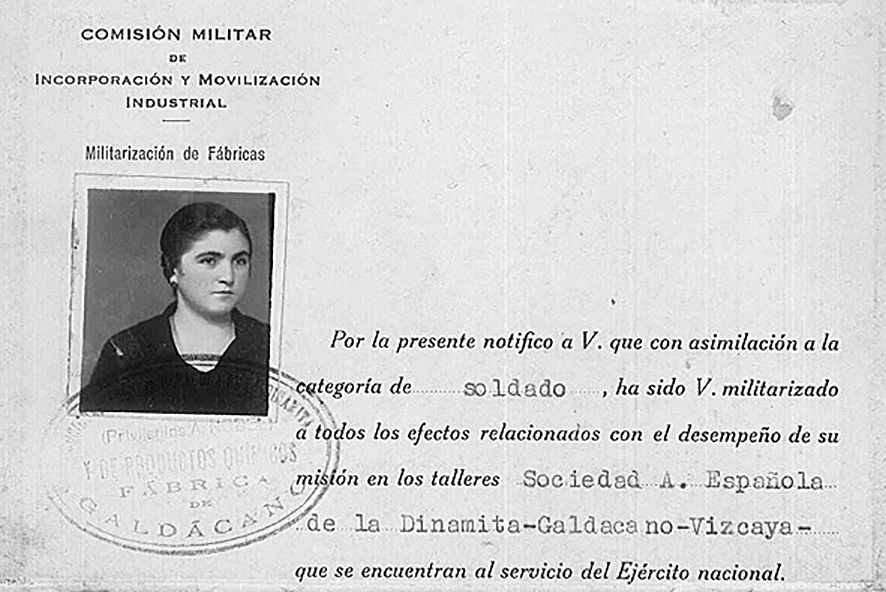
Documento que acredita la condición de soldado de las trabajadoras.

Al igual que los hombres, las dinamiteras figuraban como soldados en los documentos de la Guerra Civil. Una cartilla daba cuenta de la militarización de la fábrica de La Dinamita llevada a cabo por las tropas franquistas, propiciaba la conversión en soldados no solo de los hombres, sino también de las mujeres que trabajaban en sus talleres. Fue expedida por la Comisión Militar de incorporación y movilización industrial (Militarización de fábricas) y detalla: "Por la presente notifico a V. que con asimilación a la categoría de soldado, ha sido V. militarizado a todos los efectos relacionados con el desempeño de su misión en los talleres Sociedad A. Española de la Dinamita-Galdácano-Vizcaya que se encuentran al servicio del Ejército franquista. La presente comunicación no deberá surtir efecto de certificado de antecedentes personales”. La cartilla fue expedida a nombre de la vecina Isabel Uriarte Urruticoechea.

## La colonia obrera
Las colonias obreras eran pequeñas ciudades casi autónomas, concentradas en torno a una fábrica. Formaban un complejo compacto y pretendían solucionar el problema de alojamiento de la población obrera. El sistema se implantó a partir del siglo XX en numerosas regiones europeas. En Vizcaya destacó la creada en torno a la fábrica de explosivos «La Dinamita», en Galdácano, a finales del siglo XIX. Apareció en el contexto de expansión económica surgido a principios del siglo XX. El aumento del personal favoreció la colonia situada en Zuazo, compuesta por casas, capilla y lugar de trabajo. 
En 1912, la empresa fundó una oficina de cuestiones sociales y ese mismo año apareció una sociedad cooperativa, economato de gestión autónoma que proporcionaba al personal alimentos y otros artículos de consumo a precios inferiores a los del mercado. Se inauguró también un centro recreativo y la capilla dedicada a Santa Bárbara. Incluso el equipo de fútbol local acabaría llamándose el Nitroglicerina.  Además, en 1918 construyeron colegios para hijas e hijos de la plantilla, regentados por las Hermanas de la Caridad y los Hermanos Maristas. Y habilitaron un local en el que tenían lugar las representaciones de teatro y zarzuelas a cargo de un grupo artístico patrocinado por la fábrica. El barrio disponía también de banda de música desde 1887, integrada por miembros de la plantilla fabril. 
Más tarde, existiría un coro femenino que actuaba, entre otras ocasiones, en la festividad de Santa Bárbara, patrona de las personas que trabajan con explosivos. Las viviendas alojaban a parte del personal de la empresa, tanto a cargos técnicos como a las personas obreras. Casas de estilo burgués sustituyeron a los primitivos barracones instalados para la población obrera. No solo se levantaron hogares en Zuazo, sino también en zonas de Galdácano como Tximelarre, Arkotxa o Iberluze, entre otras. Parte de la colonia sigue en pie hoy en día, aunque algunos edificios tienen usos diferentes a los de su origen. Mantienen la personalidad y singularidad del barrio con un estilo neovasco inspirado en la estética de los caseríos.

## Reconocimientos

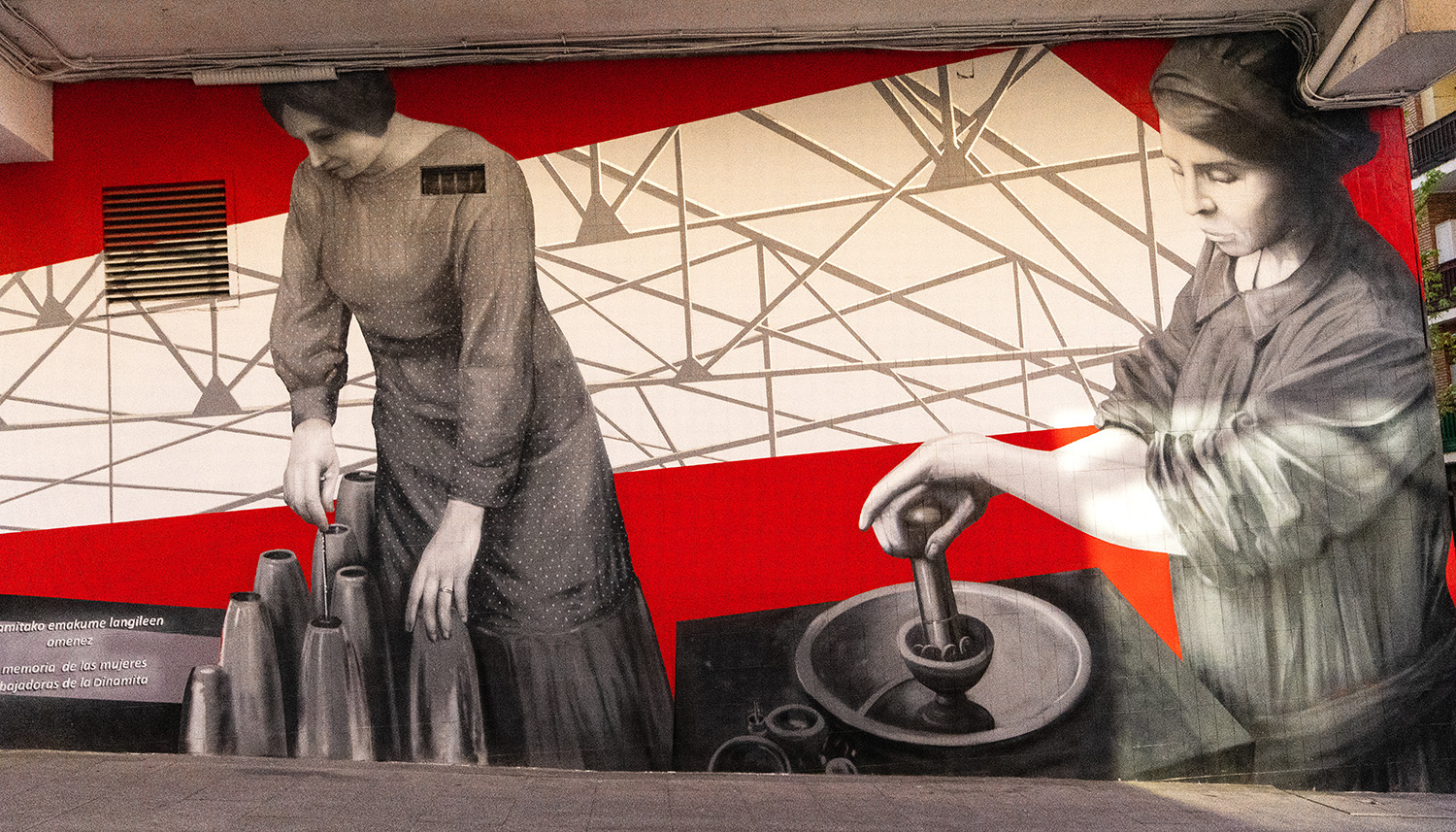
Mural de Las Dinamiteras en Galdácano.

En marzo de 2018, la Casa de Cultura de Torrezabal acogió una exposición fotográfica que rescataba de la memoria su papel. La muestra, que reunió instantáneas de las décadas de 1920, 1930 y 1940, fue impulsada por el Ayuntamiento de Galdácano y la Fundación Maxam. Al acto de inauguración acudieron, además de representantes políticos y de la empresa, las antiguas trabajadoras Concha Corral y Teresa Guerrero. Asimismo, desde junio de 2022, el municipio vizcaíno cuenta con un mural situado en la esquina de la calle Gaztain, homenaje al trabajo de las mujeres dinamiteras.